# Strotometra
Genre
Strotometra est un genre de crinoïdes de la famille des Charitometridae.

## Liste des espèces
Selon World Register of Marine Species (13 avril 2015) :
- Strotometra hepburniana (AH Clark, 1907) -- Mer de Chine (180~660 m de profondeur)
- Strotometra ornatissimus AH Clark, 1912 -- Pacifique ouest (1 000~1 260 m de profondeur)
- Strotometra parvipinna (Carpenter, 1888) -- Indonésie (240~500 m de profondeur)
- Strotometra priamus AH Clark, 1912 -- Indonésie (240~600 m de profondeur)